# Rua de Santa Maria

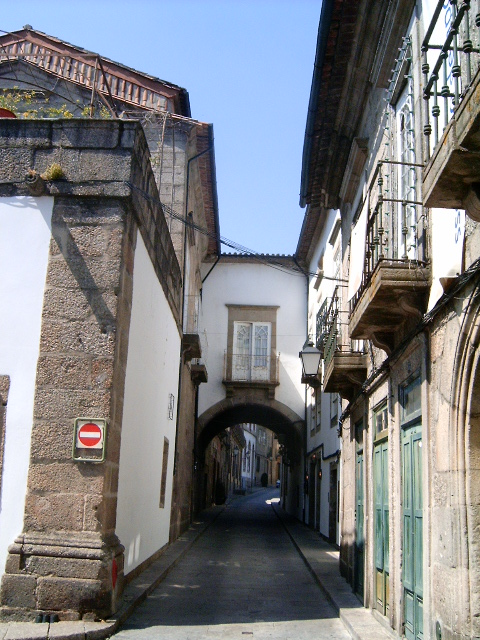
Vista parcial da Rua de Santa Maria e da Casa do Arco.

A Rua de Santa Maria é um rua de origem medieval no centro histórico de Guimarães, que presentemente liga a Praça da Oliveira ao Largo do Carmo.
Foi durante muitos séculos a mais importante rua de Guimarães e onde morava parte da sua elite.